# Henriette Mathiesen
Henriette (Anna Henrikka Petronelle) Mathiesen, född 1762, död 1825, var en norsk amatörskådespelare och kulturpersonlighet. Hon tillhörde pionjärerna inom norsk teater så som medlem av den första gruppen aktörer inom Det Dramatiske Selskab i Kristiania, och som dess första ledande kvinnliga aktör. 
Mathiesen var syster till Haagen Mathiesen och utbildades i flickskolan Madame le Grands Institut i Köpenhamn, där hon är bekräftad som elev 1777. Vid sin återkomst till Norge tillhörde hon societeten i nuvarande Oslo. I Norge fanns under denna tid inga teatrar. År 1780 blev hon en av pionjärerna i det nygrundade Det Dramatiske Selskab, ett berömt amatörteatersällskap som snart fick efterföljare i de flesta norska städer. 
Den 24 oktober 1780 framträdde hon i rollen som Lindane i "Kaffehuset eller Skottländskan" av Voltaire i översättning av Ditlevine Feddersen mot Envold Falsen i rollen som Frelon. Hon blev sällskapets stjärna. Bland hennes övriga roller fanns Palmire i Mahomet av Voltaire och titelrollen i Eugenie av Pierre de Beaumarchais. 
Bland övriga välkända aktriser fanns Karen Elieson-Collet, som spelade subrettroller och adelsdam och senare mödrar.
Mathiesen gifte sig 1781 med sin motspelare, poeten Envold Falsen, som 1789 blev lagman i Finnmark fylke.      